# Giuseppe Pinetti
Giovanni Giuseppe Pinetti, conocido en Francia como Joseph Pinetti (3 de enero de 1750–circa 1803), fue un mago e ilusionista italiano, el más célebre de su época y el primero en aprovechar la publicidad para el teatro. También conocido como el "Profesor de Magia Natural", nació en Orbetello, en la Toscana, y probablemente falleció en Berdýchiv, entonces parte del Imperio ruso y actualmente en Ucrania.

## Biografía
Hijo de Luigi Bartolomeo Merci y Elisabetta Lavenzi, comenzó a actuar en el escenario o en salones privados desde muy joven, alcanzando la madurez artística alrededor de los treinta años y dándose a conocer en toda Europa.
Como ilusionista de la corte de Luis XVI, y posteriormente bajo el Directorio y el Primer Imperio, y autor de las «Diversiones Físicas» (1784), Pinetti contribuyó a la expansión del arte de la magia y creó nuevos efectos. En aquella época, los magos actuaban en las calles como trovadores. Mientras otros llevaban su equipo en bolsas atadas a la cintura y las mesas bajo el brazo, Pinetti llevó sus «experimentos», como él los llamaba, al teatro. Sus predecesores actuaban con aparatos de latón y estaño, mientras que los de Pinetti estaban hechos de oro y plata. En su gabinete de curiosidades, afirmaba que sus trucos se basaban en principios controlados y los presentaba como experimentos científicos. Era un hombre bajo y rechoncho con porte digno de un rey. Durante cada actuación cambiaba su ropa bordada en oro tres o cuatro veces a lo largo de la noche.
Fue profesor en Roma antes de convertirse en mago profesional. Realizaba trucos para sus alumnos y los presentaba como demostraciones de física. Su éxito fue tal que pronto reprodujo esas demostraciones para sus amigos. Estos lo animaron a hacerlo en público. Para 1780, Pinetti actuaba en Alemania y se autodenominaba «Joseph Pinetti, profesor romano de matemáticas».
 

También realizaba trucos bajo el nombre de «Teofrasto Paracelso». Por ejemplo, Pinetti colgaba una paloma de una cinta atada al cuello, y la sombra del ave se proyectaba en la pared. Luego, tomaba un cuchillo y cortaba la sombra del cuello del ave, que en cuestión de segundos era decapitada. 

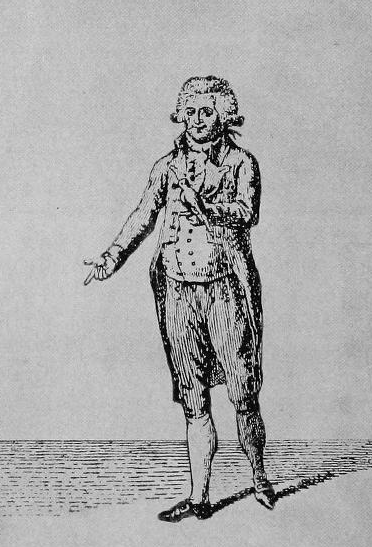
Pinetti

Actuaba con frecuencia en su Théâtre des Menus Plaisirs du Roi, a las afueras de París. Su puesta en escena era gloriosa y, a la vez, sencilla. Tenía cortinas de seda alrededor del escenario, mesas pintadas de oro y dos lámparas de araña de cristal colgando de lo alto. En Francia, los críticos comentaron que el público del estreno de Pinetti fue numeroso. Continuaron hablando de los veintitrés experimentos que el profesor demostró. Aunque solo sabía unas pocas palabras de francés, no tuvo problemas para cautivar al distinguido público. Pronto se convirtió en la comidilla de París. Tanto es así que el rey le encargó una función privada para él.
Durante su carrera en París, las entradas eran muy solicitadas y se reservaban con semanas de antelación. Pinetti se encontraba en la cima de su fama hasta que, a principios de marzo de 1784, se publicó un libro que revelaba que todos sus experimentos eran meros trucos. «La Magic Blanche Dévoilée» (Magia Natural Descubierta) fue escrito por un abogado y estudiante de física llamado Henri Decremps. Aunque no se mencionó el nombre de Pinetti, se asumió que el libro era una revelación sobre sus métodos. Rápidamente se convirtió en un éxito de ventas. 
Aunque no todos los trucos se explicaron correctamente, el daño ya estaba hecho. La asistencia al teatro disminuyó. El libro arruinó el suspenso que los experimentos generaban. En junio de ese año, Pinetti publicó su propio libro, «Amusements Physiques» (Diversiones Físicas). Este no era el libro revelador que escribió Decremps, sino un manual que enseñaba cómo «divertir a una compañía». Luego fue a Providence y ensayó un nuevo programa. De allí viajó a Inglaterra y presentó sus experimentos en el New Theatre de Londres. Posteriormente, actuó para el rey Jorge III y la familia real. Durante su estancia en Londres, entre septiembre de 1784 y febrero de 1785, rivalizó ferozmente con otro conocido mago, Philip Breslaw.
Regresó a París, pero su gira se vio acortada por la publicación de otro libro de Decremps que mostraba los nuevos trucos de Pinetti. Decremps intentó actuar como mago, pero no era tan hábil en el escenario como en sus libros.
Fue mencionado en las memorias de Robert-Houdin. Allí se contaba una historia fantástica sobre el enfrentamiento de su mentor Torrini, también conocido como el conde Edmond de Grisy, con Pinetti. Houdin afirmaba que Pinetti estaba celoso del recién llegado De Grisy y organizó una actuación para sabotearlo. Tras la humillación, De Grisy aprendió tan bien la profesión que sus habilidades superaban a las de su rival. Tanto es así que Pinetti se vio obligado a abandonar Francia. Se dudaba que existiera el conde Edmond de Grisy o que fuera adversario de Pinetti. 
Pinetti era conocido por la fortuna que ganó a lo largo de su carrera y por ostentarla allá donde iba. Continuó su gira por Portugal y por toda Europa. Fue en Berlín donde su ostentación le salió por la culata. Mientras actuaba en Prusia, llegó a la capital, Berlín, en una carroza tirada por cuatro caballos blancos. Iba vestido como un noble de la más alta alcurnia. Su pecho estaba cubierto de órdenes de caballería. Con todo este pavoneo, sin duda era la comidilla del pueblo.
El rey de Prusia, conocido como Federico el Grande, pasó por allí en una carroza mucho más sencilla, tirada por solo dos caballos. Vio a su guardia saludar a un hombre al que nunca había visto. Tras preguntar, le dijeron que era el mago profesor Pinetti. Al ver esto, Federico el Grande se enfureció tanto que ordenó a Pinetti que abandonara Berlín en veinticuatro horas. Argumentó que Berlín no era lo suficientemente grande para dos monarcas reinantes: el rey de Prusia y el rey de los magos.
Pinetti fue después a Rusia y recibió un mejor trato por parte del monarca. El zar quedó tan impresionado por los experimentos de Pinetti que le regaló al profesor un gran anillo y un medallón con diamantes. Durante su estancia en Rusia amasó una fortuna, pero la perdió casi por completo en una mala inversión en una sociedad dedicada a las ascensiones en globo.
Robert-Houdin menciona que Pinetti sufrió una larga y cruel enfermedad. Con toda su riqueza, quedó sumido en la pobreza. Fue acogido por un noble de la ciudad de Berdýchiv, en la región de Volinia (actual Ucrania). El noble le dio refugio por compasión hacia el moribundo, y Pinetti falleció poco después a causa de su enfermedad.